# Torre sangrienta

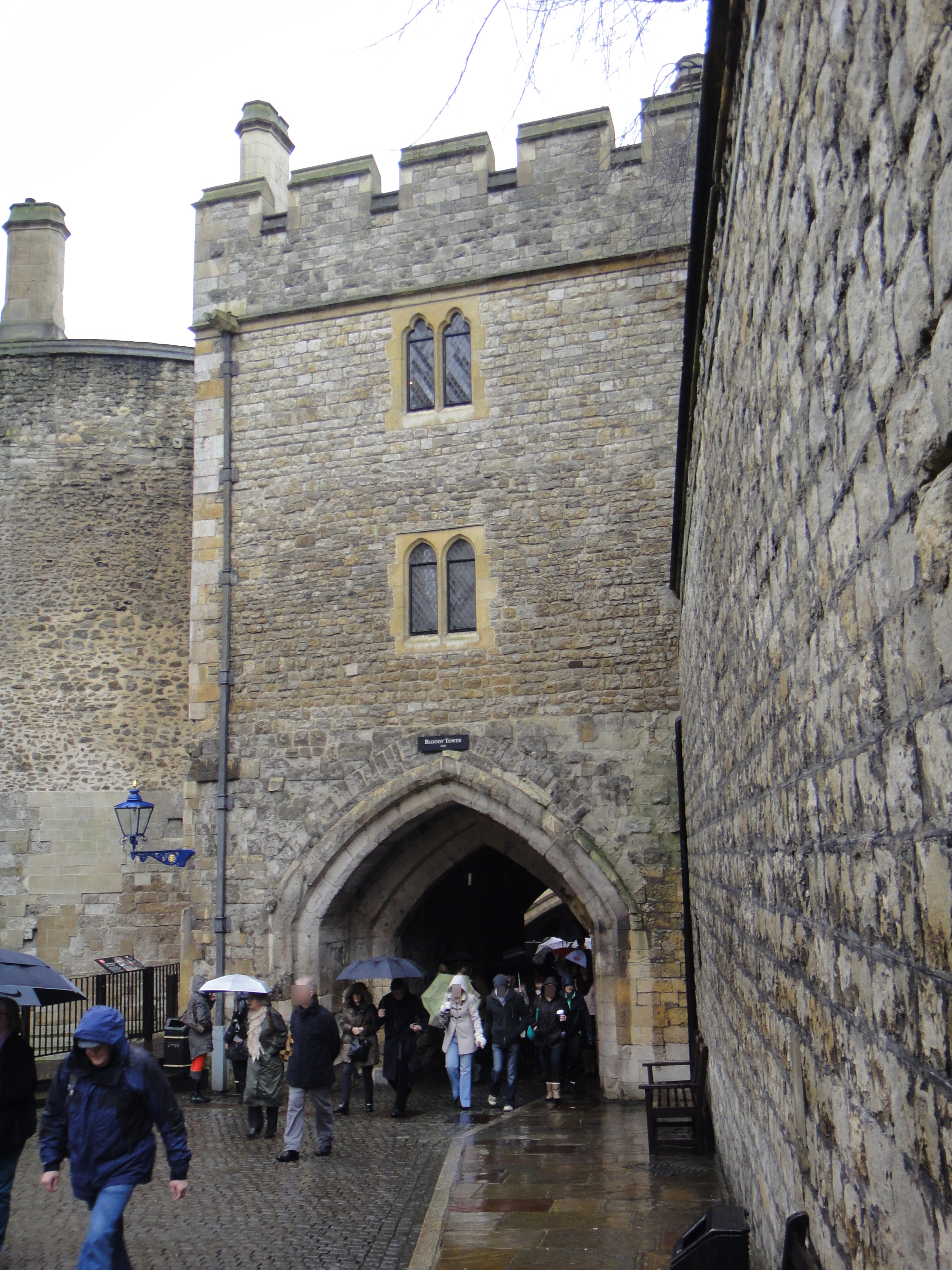
Visión de la Torre sangrienta desde el interior del patio.

La Torre sangrienta es una torre rectangular que forma parte de la Torre de Londres. La puerta conduce a través de la torre, construida en el siglo XIII como torre de jardín, desde el exterior al interior del anillo de la fortaleza.

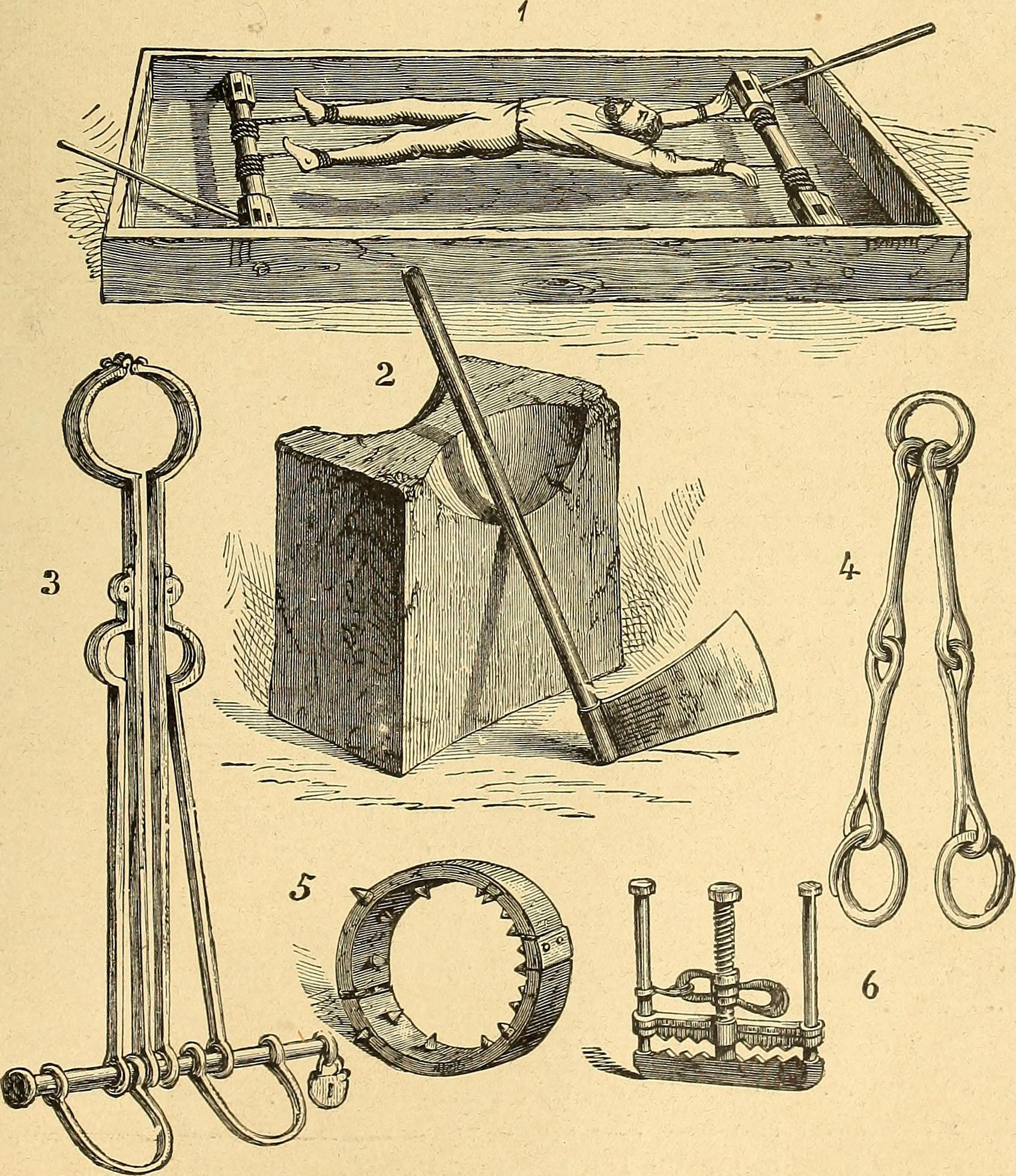
Instrumentos de tortura en la Torre de Londres. The story of our Christianity.

Su nombre deriva de la acción para la que servía ocasionalmente como prisión. Se dice que el nombre, probado por primera vez en 1597, indicaba la realización de torturas y asesinatos que ocurrieron allí. Se alude a la muerte de Henry Percy, VIII conde de Northumberland, que apareció muerto en la Torre en 1585. La versión oficial aseguró que se suicidó, si bien otras teorías apuntaron a un asesinato orquestado por varias personas. Otra leyenda concerniente a la torre es que fue la última morada, y lugar de asesinato, de los príncipes de la Torre. Sin embargo, hay pocas evidencia de la conexión con este episodio de la Guerra de las Rosas.
El rey Enrique III de Inglaterra hizo construir la torre en 1225 como parte de sus ampliaciones de la Torre de Londres. Cuando Eduardo I mandó construir otro anillo de fortaleza en 1280, también hizo que la Torre del jardín, anterior nombre con el que se le conocía, se ampliara junto a la recién construida Torre de Santo Tomás.
Entre 1360 y 1362, los pisos superiores fueron completamente reconstruidos por el constructor Robert Yevele. Presumiblemente, estos se desarrollaron como viviendas para el alguacil de la torre. La torre sirvió en 1603 como prisión para Walter Raleigh, que estuvo preso más de doce años. Las estructuras superiores de la torre datan de 1868-1869 y fueron construidas bajo la dirección de Anthony Salvin como parte del rediseño neogótico de la Torre de Londres. Salvin también hizo reemplazar las ventanas de principios del siglo XVII por construcciones neogóticas de finales del siglo XIX.
En el exterior, la puerta del lado del agua todavía proviene de la fase de construcción original, mientras que la puerta en el lado de la tierra y el revestimiento interior del pasaje de la puerta datan de la época de la expansión en 1280. Las transiciones entre la mampostería de los siglos XIII y XIV se pueden ver particularmente bien en el reverso.
Se puede acceder a la torre a través de una escalera oeste externa al primer piso. La primera cámara alberga un rastrillo y un torno, que se cree que datan del siglo XVI. En la cámara trasera más grande, se ha conservado un piso de baldosas de la década de 1360, cuyo patrón muestra leones, flores de lis y hojas y plantas, entre otras cosas. La ventana occidental, la chimenea y un guardarropa en el sureste también datan de la década de 1360.
En 1974, después de los hallazgos arqueológicos, los separadores de habitaciones que dividían la celda de Walter Raleigh fueron restaurados en el piso superior. En el piso superior, una sala alargada al lado del río muestra el lugar donde el antiguo pasaje de la muralla se integró a la torre. Otro recluso de la torre fue el poeta Thomas Overburysin, que murió envenenado en la prisión en septiembre de 1613, tras apenas cinco meses como recluso. El posterior juicio de su muerte con la probable participación del rey provocó un escándalo en el reino. En los debates religiosos del siglo XVII, varios partidarios de alto rango de la Iglesia anglicana o católica se encontraron en la Torre Sangrienta, como Thomas Cranmer, Hugh Latimer y Nicholas Ridley. Estos tres fueron recogidos de la torre en barco, llevados a través del Támesis hasta Oxford, donde fueron quemados. Otros prisioneros fueron también los participantes de la Conspiración de la pólvora y los partidarios reales durante la guerra civil con el Parlamento.